# Rene
Rene je moško osebno ime.

## Izvor imena
Ime Rene je Slovensko ime različica moškega osebnega imena Renato ali pa ženskega osebnega imena Renata.

## Tujejezikovne različice imena
- pri Angležih: René
- pri Čehih: René
- pri Nemcih: René

## Pogostost imena
Po podatkih Statističnega urada Republike Slovenije je bilo na dan 31. decembra 2007 v Sloveniji število moških oseb z imenom Rene: 703.

## Osebni praznik
Osebe z imenom Rene lahko godujejo takrat kot Renato oziroma Renata.